# Zamachy na ambasady Stanów Zjednoczonych w Kenii i Tanzanii
Zamachy na amerykańskie ambasady w roku 1998 – zamachy przeprowadzone 7 sierpnia 1998 roku przed placówkami dyplomatycznymi Stanów Zjednoczonych w stolicy Kenii Nairobi i tanzańskim Dar es Salaam.

## Reakcje międzynarodowe
Po zamachach prezydent Bill Clinton wydał rozkaz ostrzelania celów w Afganistanie i Sudanie, a Usama ibn Ladin trafił na listę 10 najbardziej poszukiwanych terrorystów świata.
13 sierpnia Rada Bezpieczeństwa ONZ uchwaliła rezolucję nr 1189 potępiającą zamachy.
W 2001 roku sąd w Nowym Jorku skazał osoby odpowiedzialne za zamachy na kary bezwzględnego dożywotniego więzienia.